# Calycacanthus
Calycacanthus, biljni rod iz porodice primogovki smješten u podtribus Monotheciinae, dio tribusa Justicieae, potporodica Acanthoideae. Sastoji se od dvije vrste trajnica endemičnih za Novu Gvineju. 
Tipična vrsta je Calycacanthus magnusianus. 

## Opis
Rod je opisan kao monotipičan 1889. godine. Calycacanthus magnusianus je grm visine do 1,5 metara, smeđe kore i blijedozelenih listova sa gornje strane i sjajno zelene sa donje. Raste po nizinskim šumama. Druga vrsta otkrivena je i opisana tek 2023., a raste jedino na vulkanskom otoku Misima u novogvinejskoj provinciji Milne Bay.
Rod je endemičan za Novu Gvineju i nekoliko susjednih otoka. Calycacanthus magnusianus rasprostranjen je u Papui Novoj Gvineji, dok je C. insularis poznat samo na nekoliko otoka te zemlje u južnom Salomonskom moru. Dvije su vrste slične po veličini, obliku i boji vjenčića, ali se razlikuju po boji čaške, veličini prašnika i morfologiji peluda. 

## Vrste
1. Calycacanthus insularis T.F.Daniel
2. Calycacanthus magnusianus K.Schum., tipična vrsta